# ويليام هنري ستايلز
ويليام هنري ستايلز هو دبلوماسي ومحامي وسياسي أمريكي، ولد في 1808 في سافانا في الولايات المتحدة، وتوفي بنفس المكان في 20 ديسمبر 1865. نشط حزبياً في الحزب الديمقراطي. وقد انتخب عضو مجلس نواب جورجيا ‏ وانتخب عضو مجلس النواب الأمريكي ‏.